# Tom Bruce
Pour les articles homonymes, voir Bruce.
Thomas Edwin Bruce, né le 17 avril 1952 à Red Bluff et mort le 9 avril 2020, est un nageur américain.
Lors des Jeux olympiques d'été de 1972 disputés à Munich, il a obtenu la médaille d'or au relais 4 × 100 m quatre nages. En individuel, il a décroché la médaille d'argent lors du 100 mètres brasse.

## Palmarès

### Jeux olympiques
- médaille d'or au relais 4 × 100 m quatre nages aux Jeux olympiques de Munich en 1972
- médaille d'argent au 100 m brasse aux Jeux olympiques de Munich en 1972